# Марија Бранковић
Марија Бранковић (1466 — 27. август 1495) је била ђерка српског деспота Стефана Бранковића и деспотице Ангелине. Удала се 1485. године за Бонифација III, маркиза од Монферата, услед чије је болести (1493. године), постала намесница. Након смрти мужа (1494. године), наставила је да обавља намесничке дужности у име својих малолетних синова.

## Биографија
Као ћерка деспота Стефана Бранковића, Марија је била унука српског деспота Ђурђа Бранковића и његове жене, деспотице Ирине Кантакузин. Маријин деда по мајци Ангелини био је Ђорђе Аријанит Комнин, великаш из средњовековне Албаније. Марија је имала старијег брата Ђорђа и млађег брата Јована. Име је добила по тетки по оцу. Марија се у изворима први пут јавља у писму њеног оца Дубровчанима од 1. октобра 1476. године. Деспот Стефан је писао писмо током тешке болести. Није се надао да ће је преживети. Он пише да не жали што ће умрети, али жали дечицу Ђуру, Мару и Јована које ће оставити незбринуте и препоручује их старању Дубровчана. 
За Марију је забележено да је била врло лепа. Рођена је 1466. године. Удала се 17. октобра 1485. године за Бонифација III, маркиза од Монферата. Младожења је водио порекло од маркиза Теодора I, сина цара Андроника II Палеолога и царице Ирине од Монферата. Теодор I је наследио мајчина имања, грофовију Монферат, и тамо у Италији засновао своју породицу. Венчању Марије и маркиза Бонифација III присуствовао је римско-немачки цар Фридрих III. Из Инзбрука, Марија је са мајком и братом Ђорђем отишла у мужевљеву престоницу Казале. У браку је провела осам година. Муж јој се тешко разболео 1493. године, услед чега је маркиза Марија морала да преузме намесничку дужност, коју је наставила да врши и након смрти мужа 1494. године, пошто су им синови још увек били малолетни. Међутим, недуго потом, 27. августа 1495. године, умрла је и маркиза Марија, а намесничка дужност је прешла на њеног рођака са мајчине стране, Константина Аријанита Комнина. Маркиза Марија Бранковић је са маркизом Бонифацијем III имала двојицу синова: Виљема IХ и Ђорђа. 